# The CimFam EP
The CimFam EP es un disco de la banda norteamericana Cimorelli. Fue publicado el 6 de diciembre de 2011, después de que la banda firmara con el sello discográfico Universal en 2009. Cuenta con una canción original y cinco versiones.

## Promoción
Cimorelli tuvo muchas maneras de promocionar su EP, tales como la celebración de concursos para una carátula alternativa para su EP y tener sesiones de Skype con las ganadoras.

## Lista de canciones
- «Million Bucks», una canción original escrita por todas las chicas, colocadas juntas por Christina y con arreglos vocales de Lisa.
- «Dynamite» (versión).
- «Price Tag» (versión).
- «What Makes You Beautiful» (versión).
- «Skyscraper» (versión).
- «All I Want For Christmas» (versión).

- Datos: Q27044431